# Palinurus gilchristi
Palinurus gilchristi är en kräftdjursart som beskrevs av Stebbing 1900. Palinurus gilchristi ingår i släktet languster, och familjen Palinuridae. IUCN kategoriserar arten globalt som livskraftig. Inga underarter finns listade i Catalogue of Life.